# 14190 Soldán
14190 Soldán là một tiểu hành tinh vành đai chính với chu kỳ quỹ đạo là 1920.3406428 ngày (5.26 năm).
Nó được phát hiện ngày 15 tháng 12 năm 1998.